# Kanada na Zimowych Igrzyskach Olimpijskich 2018
Kanada na Zimowych Igrzyskach Olimpijskich 2018 – kadra sportowców z Kanady występująca na XXIII Zimowych Igrzyskach Olimpijskich w 2018 roku w Pjongczangu. Był to 23 start tego państwa w historii zimowych igrzysk olimpijskich.
Chorążymi reprezentacji była para łyżwiarzy figurowych, zdobywcy 3 mistrzostw olimpijskich z dwóch poprzednich ZIO – Tessa Virtue oraz Scott Moir.

## Sportowcy
Liczba sportowców startujących w poszczególnych dyscyplinach:
| Dyscyplina            | Mężczyźni | Kobiety | Razem |
| --------------------- | --------- | ------- | ----- |
| Biathlon              | 5         | 5       | 10    |
| Biegi narciarskie     | 7         | 4       | 11    |
| Bobsleje              | 12        | 6       | 18    |
| Curling               | 6         | 6       | 12    |
| Hokej na lodzie       | 25        | 23      | 48    |
| Łyżwiarstwo figurowe  | 8         | 9       | 17    |
| Łyżwiarstwo szybkie   | 10        | 9       | 19    |
| Narciarstwo alpejskie | 8         | 5       | 13    |
| Narciarstwo dowolne   | 16        | 14      | 30    |
| Saneczkarstwo         | 5         | 3       | 8     |
| Short track           | 5         | 5       | 10    |
| Skeleton              | 3         | 3       | 6     |
| Skoki narciarskie     | 1         | 1       | 2     |
| Snowboarding          | 11        | 10      | 21    |
| Razem                 | 122       | 103     | 225   |

## Medale
| Medale według dni | Medale według dni | Medale według dni | Medale według dni | Medale według dni | Medale według dni | Medale według dni |
| ----------------- | ----------------- | ----------------- | ----------------- | ----------------- | ----------------- | ----------------- |
| Dzień             | Data              | złoto             | srebro            | brąz              | Razem             |                   |
| Dzień 1           | 10.02             | 0                 | 0                 | 0                 | 0                 |                   |
| Dzień 2           | 11.02             | 0                 | 3                 | 1                 | 4                 |                   |
| Dzień 3           | 12.02             | 2                 | 1                 | 0                 | 3                 |                   |
| Dzień 4           | 13.02             | 1                 | 0                 | 2                 | 3                 |                   |
| Dzień 5           | 14.02             | 0                 | 0                 | 0                 | 0                 |                   |
| Dzień 6           | 15.02             | 1                 | 1                 | 1                 | 3                 |                   |
| Dzień 7           | 16.02             | 0                 | 0                 | 0                 | 0                 |                   |
| Dzień 8           | 17.02             | 1                 | 0                 | 1                 | 2                 |                   |
| Dzień 9           | 18.02             | 0                 | 0                 | 1                 | 1                 |                   |
| Dzień 10          | 19.02             | 1                 | 0                 | 0                 | 1                 |                   |
| Dzień 11          | 20.02             | 1                 | 0                 | 0                 | 1                 |                   |
| Dzień 12          | 21.02             | 1                 | 0                 | 1                 | 2                 |                   |
| Dzień 13          | 22.02             | 0                 | 2                 | 1                 | 3                 |                   |
| Dzień 14          | 23.02             | 1                 | 1                 | 1                 | 3                 |                   |
| Dzień 15          | 24.02             | 1                 | 0                 | 1                 | 2                 |                   |
| Dzień 16          | 25.02             | 0                 | 0                 | 0                 | 0                 |                   |

| Medal  | Zawodnik                                                                        | Dyscyplina           | Konkurencja               | Data      |
| ------ | ------------------------------------------------------------------------------- | -------------------- | ------------------------- | --------- |
| Złoto  | Kanada                                                                          | Łyżwiarstwo figurowe | Zawody drużynowe          | 12 lutego |
| Złoto  | Mikaël Kingsbury                                                                | Narciarstwo dowolne  | Jazda po muldach mężczyzn | 12 lutego |
| Złoto  | Kaitlyn Lawes John Morris trener Paul Webster                                   | Curling              | Turniej par mieszanych    | 13 lutego |
| Złoto  | Ted-Jan Bloemen                                                                 | Łyżwiarstwo szybkie  | 10 000 m mężczyzn         | 15 lutego |
| Złoto  | Samuel Girard                                                                   | Short track          | 1000 m mężczyzn           | 17 lutego |
| Złoto  | Justin Kripps Alexander Kopacz (ex aequo z Francesco Friedrich/Thorsten Margis) | Bobsleje             | Dwójki mężczyzn           | 19 lutego |
| Złoto  | Tessa Virtue Scott Moir                                                         | Łyżwiarstwo figurowe | Pary taneczne             | 20 lutego |
| Złoto  | Cassie Sharpe                                                                   | Narciarstwo dowolne  | Halfpipe kobiet           | 20 lutego |
| Złoto  | Brady Leman                                                                     | Narciarstwo dowolne  | Skicross mężczyzn         | 21 lutego |
| Złoto  | Kelsey Serwa                                                                    | Narciarstwo dowolne  | Skicross kobiet           | 23 lutego |
| Złoto  | Sebastien Toutant                                                               | Snowboarding         | Big Air mężczyzn          | 24 lutego |
| Srebro | Justine Dufour-Lapointe                                                         | Narciarstwo dowolne  | Jazda po muldach kobiet   | 11 lutego |
| Srebro | Maxence Parrot                                                                  | Snowboarding         | Slopestyle mężczyzn       | 11 lutego |
| Srebro | Ted-Jan Bloemen                                                                 | Łyżwiarstwo szybkie  | 5000 m mężczyzn           | 11 lutego |
| Srebro | Laurie Blouin                                                                   | Snowboarding         | Slopestyle kobiet         | 12 lutego |
| Srebro | Alex Gough Samuel Edney Tristan Walker Justin Snith                             | Saneczkarstwo        | Sztafeta                  | 15 lutego |
| Srebro | Reprezentacja Kanady w hokeju na lodzie kobiet                                  | Hokej na lodzie      | Turniej kobiet            | 22 lutego |
| Srebro | Kim Boutin                                                                      | Short track          | 1000 m kobiet             | 22 lutego |
| Srebro | Brittany Phelan                                                                 | Narciarstwo dowolne  | Skicross kobiet           | 23 lutego |
| Brąz   | Mark McMorris                                                                   | Snowboarding         | Slopestyle mężczyzn       | 11 lutego |
| Brąz   | Alex Gough                                                                      | Saneczkarstwo        | Jedynki kobiet            | 13 lutego |
| Brąz   | Kim Boutin                                                                      | Short track          | 500 m kobiet              | 13 lutego |
| Brąz   | Kim Boutin                                                                      | Short track          | 1500 m kobiet             | 17 lutego |
| Brąz   | Meagan Duhamel Eric Radford                                                     | Łyżwiarstwo figurowe | Pary sportowe             | 15 lutego |
| Brąz   | Alex Beaulieu-Marchand                                                          | Narciarstwo dowolne  | Slopestyle mężczyzn       | 18 lutego |
| Brąz   | Kaillie Humphries Phylicia George                                               | Bobsleje             | Dwójki kobiet             | 21 lutego |
| Brąz   | Charle Cournoyer Charles Hamelin François Hamelin Pascal Dion Samuel Girard     | Short track          | Sztafeta mężczyzn         | 22 lutego |
| Brąz   | Kaetlyn Osmond                                                                  | Łyżwiarstwo figurowe | Solistki                  | 23 lutego |
| Brąz   | Reprezentacja Kanady w hokeju na lodzie mężczyzn                                | Hokej na lodzie      | Turniej mężczyzn          | 24 lutego |

## Skład kadry

### Biathlon
| Zawodnik                                                  | Konkurencja             | Czas      | Kary | Pozycja | Źródło |
| --------------------------------------------------------- | ----------------------- | --------- | ---- | ------- | ------ |
| Nathan Smith                                              | Sprint mężczyzn         | 25:22,3   | 1    | 44.     | [ 1 ]  |
| Scott Gow                                                 | Sprint mężczyzn         | 25:52,8   | 4    | 61.     | [ 1 ]  |
| Christian Gow                                             | Sprint mężczyzn         | 25:53,5   | 3    | 62.     | [ 1 ]  |
| Brendan Green                                             | Sprint mężczyzn         | 26:48,0   | 3    | 82.     | [ 1 ]  |
| Nathan Smith                                              | Bieg pościgowy mężczyzn | 38:58,2   | 4    | 54.     | [ 2 ]  |
| Scott Gow                                                 | Bieg indywidualny       | 50:06,3   | 1    | 14.     | [ 3 ]  |
| Brendan Green                                             | Bieg indywidualny       | 50:30,4   | 1    | 22.     | [ 3 ]  |
| Christian Gow                                             | Bieg indywidualny       | 51:01,0   | 2    | 26.     | [ 3 ]  |
| Nathan Smith                                              | Bieg indywidualny       | 56:15,7   | 5    | 81.     | [ 3 ]  |
| Christian Gow Scott Gow Macx Davies Brendan Green         | Sztafeta 4 × 7,5 km (m) | 1:20:56,8 | 1    | 11.     | [ 4 ]  |
| Julia Ransom                                              | Sprint kobiet           | 23:15,0   | 1    | 40.     | [ 5 ]  |
| Rosanna Crawford                                          | Sprint kobiet           | 23:29,2   | 3    | 53.     | [ 5 ]  |
| Emma Lunder                                               | Sprint kobiet           | 23:30,4   | 2    | 54.     | [ 5 ]  |
| Megan Heinicke                                            | Sprint kobiet           | 23:42,8   | 2    | 57.     | [ 5 ]  |
| Rosanna Crawford                                          | Bieg pościgowy          | 33:03,0   | 2    | 19.     | [ 6 ]  |
| Julia Ransom                                              | Bieg pościgowy          | 33:38,3   | 1    | 28.     | [ 6 ]  |
| Emma Lunder                                               | Bieg pościgowy          | 36:52,1   | 4    | 53.     | [ 6 ]  |
| Megan Heinicke                                            | Bieg pościgowy          | DNS       | DNS  | DNS     | [ 6 ]  |
| Rosanna Crawford                                          | Bieg indywidualny       | 44:55,9   | 2    | 26.     | [ 7 ]  |
| Sarah Beaudry                                             | Bieg indywidualny       | 45:05,6   | 1    | 29.     | [ 7 ]  |
| Emma Lunder                                               | Bieg indywidualny       | 46:56,6   | 3    | 54.     | [ 7 ]  |
| Julia Ransom                                              | Bieg indywidualny       | 49:38,9   | 5    | 74.     | [ 7 ]  |
| Sarah Beaudry Julia Ransom Emma Lunder Rosanna Crawford   | Sztafeta 4 × 6 km       | 1:13:36,8 | 1    | 10.     | [ 8 ]  |
| Rosanna Crawford Julia Ransom Brendan Green Christian Gow | sztafeta mieszana       | 1:11:11,0 | 0    | 12.     | [ 9 ]  |

### Biegi narciarskie
Mężczyźni
| Zawodnik                                                   | Konkurencja        | Eliminacje | Eliminacje | Ćwierćfinał | Ćwierćfinał | Półfinał | Półfinał | Finał     | Finał   | Źródło |
| Zawodnik                                                   | Konkurencja        | czas       | Pozycja    | czas        | Pozycja     | czas     | Pozycja  | czas      | Pozycja | Źródło |
| ---------------------------------------------------------- | ------------------ | ---------- | ---------- | ----------- | ----------- | -------- | -------- | --------- | ------- | ------ |
| Alex Harvey                                                | Bieg na 15 km      | N/A        | N/A        | N/A         | N/A         | N/A      | N/A      | 34:19,4   | 7.      | [ 10 ] |
| Graeme Killick                                             | Bieg na 15 km      | N/A        | N/A        | N/A         | N/A         | N/A      | N/A      | 36:23,3   | 38.     | [ 10 ] |
| Knute Johnsgaard                                           | Bieg na 15 km      | N/A        | N/A        | N/A         | N/A         | N/A      | N/A      | 37:48,5   | 69.     | [ 10 ] |
| Devon Kershaw                                              | Bieg na 15 km      | N/A        | N/A        | N/A         | N/A         | N/A      | N/A      | 38:01,5   | 71.     | [ 10 ] |
| Alex Harvey                                                | Bieg na 30 km      | N/A        | N/A        | N/A         | N/A         | N/A      | N/A      | 1:16:53,4 | 8.      | [ 11 ] |
| Devon Kershaw                                              | Bieg na 30 km      | N/A        | N/A        | N/A         | N/A         | N/A      | N/A      | 1:19:55,3 | 36.     | [ 11 ] |
| Graeme Killick                                             | Bieg na 30 km      | N/A        | N/A        | N/A         | N/A         | N/A      | N/A      | 1:21:39,6 | 45.     | [ 11 ] |
| Knute Johnsgaard                                           | Bieg na 30 km      | N/A        | N/A        | N/A         | N/A         | N/A      | N/A      | LAP       | 62.     | [ 11 ] |
| Alex Harvey                                                | Bieg na 50 km      | N/A        | N/A        | N/A         | N/A         | N/A      | N/A      | 2:11:05,7 | 4.      | [ 12 ] |
| Devon Kershaw                                              | Bieg na 50 km      | N/A        | N/A        | N/A         | N/A         | N/A      | N/A      | 2:17:49,4 | 26.     | [ 12 ] |
| Graeme Killick                                             | Bieg na 50 km      | N/A        | N/A        | N/A         | N/A         | N/A      | N/A      | 2:18:28,8 | 27.     | [ 12 ] |
| Russell Kennedy                                            | Bieg na 50 km      | N/A        | N/A        | N/A         | N/A         | N/A      | N/A      | 2:25:16,6 | 49.     | [ 12 ] |
| Len Väljas                                                 | Sprint             | 3:17,11    | 26.        | 3:10,87     | 3.          | 3:13,91  | 3.       | NQ        | NQ      | [ 13 ] |
| Alex Harvey                                                | Sprint             | 3:17,95    | 32.        | NQ          | NQ          | NQ       | NQ       | NQ        | NQ      | [ 13 ] |
| Jesse Cockney                                              | Sprint             | 3:18,54    | 35.        | NQ          | NQ          | NQ       | NQ       | NQ        | NQ      | [ 13 ] |
| Russell Kennedy                                            | Sprint             | 3:23,37    | 54.        | NQ          | NQ          | NQ       | NQ       | NQ        | NQ      | [ 13 ] |
| Len Väljas Alex Harvey                                     | Sprint drużynowy   | N/A        | N/A        | N/A         | N/A         | 16:07,24 | 5.       | 16:31,96  | 8.      | [ 14 ] |
| Len Väljas Graeme Killick Russell Kennedy Knute Johnsgaard | Sztafeta 4 × 10 km | N/A        | N/A        | N/A         | N/A         | N/A      | N/A      | 1:36:45,9 | 9.      | [ 15 ] |

Kobiety
| Zawodnik                                                        | Konkurencja       | Eliminacje | Eliminacje | Ćwierćfinał | Ćwierćfinał | Półfinał | Półfinał | Finał     | Finał   | Źródło        |
| Zawodnik                                                        | Konkurencja       | czas       | Pozycja    | czas        | Pozycja     | czas     | Pozycja  | czas      | Pozycja | Źródło        |
| --------------------------------------------------------------- | ----------------- | ---------- | ---------- | ----------- | ----------- | -------- | -------- | --------- | ------- | ------------- |
| Emily Nishikawa                                                 | Bieg na 10 km     | N/A        | N/A        | N/A         | N/A         | N/A      | N/A      | 27:41,5   | 32.     | [ 16 ]        |
| Dahria Beatty                                                   | Bieg na 10 km     | N/A        | N/A        | N/A         | N/A         | N/A      | N/A      | 27:48,9   | 37.     | [ 16 ]        |
| Cendrine Browne                                                 | Bieg na 10 km     | N/A        | N/A        | N/A         | N/A         | N/A      | N/A      | 28:12,4   | 43.     | [ 16 ]        |
| Anne-Marie Comeau                                               | Bieg na 10 km     | N/A        | N/A        | N/A         | N/A         | N/A      | N/A      | 29:11,3   | 62.     | [ 16 ]        |
| Cendrine Browne                                                 | Bieg na 15 km     | N/A        | N/A        | N/A         | N/A         | N/A      | N/A      | 44:01,9   | 33.     | [ 17 ]        |
| Emily Nishikawa                                                 | Bieg na 15 km     | N/A        | N/A        | N/A         | N/A         | N/A      | N/A      | 45:16,6   | 44.     | [ 17 ]        |
| Anne-Marie Comeau                                               | Bieg na 15 km     | N/A        | N/A        | N/A         | N/A         | N/A      | N/A      | 45:42,8   | 48.     | [ 17 ]        |
| Dahria Beatty                                                   | Bieg na 15 km     | N/A        | N/A        | N/A         | N/A         | N/A      | N/A      | 46:17,3   | 52.     | [ 17 ]        |
| Emily Nishikawa                                                 | Bieg na 30 km     | N/A        | N/A        | N/A         | N/A         | N/A      | N/A      | 1:34:31,7 | 30.     | [ 18 ]        |
| Cendrine Browne                                                 | Bieg na 30 km     | N/A        | N/A        | N/A         | N/A         | N/A      | N/A      | 1:41:23,9 | 43.     | [ 18 ]        |
| Anne-Marie Comeau                                               | Bieg na 30 km     | N/A        | N/A        | N/A         | N/A         | N/A      | N/A      | DNF       | DNF     | [ 18 ]        |
| Emily Nishikawa                                                 | Sprint            | 3:26,75    | 34.        | NQ          | NQ          | NQ       | NQ       | NQ        | NQ      | [ 19 ] [ 20 ] |
| Dahria Beatty                                                   | Sprint            | 3:29,77    | 42.        | NQ          | NQ          | NQ       | NQ       | NQ        | NQ      | [ 19 ] [ 20 ] |
| Cendrine Browne                                                 | Sprint            | 3:34,30    | 51.        | NQ          | NQ          | NQ       | NQ       | NQ        | NQ      | [ 19 ] [ 20 ] |
| Emily Nishikawa Dahria Beatty                                   | Sprint drużynowy  | N/A        | N/A        | N/A         | N/A         | 17:01,54 | 7.       | NQ        | NQ      | [ 21 ]        |
| Dahria Beatty Emily Nishikawa Cendrine Browne Anne-Marie Comeau | Sztafeta 4 × 5 km | N/A        | N/A        | N/A         | N/A         | N/A      | N/A      | 56:14,6   | 13.     | [ 22 ]        |

### Bobsleje
| Zawodnicy                                                             | Konkurencja     | Ślizg 1 | Ślizg 1 | Ślizg 2 | Ślizg 2 | Ślizg 3 | Ślizg 3 | Ślizg 4 | Ślizg 4 | Łącznie | Pozycja | Źródło                             |
| Zawodnicy                                                             | Konkurencja     | Czas    | Miejsce | Czas    | Miejsce | Czas    | Miejsce | Czas    | Miejsce | Łącznie | Pozycja | Źródło                             |
| --------------------------------------------------------------------- | --------------- | ------- | ------- | ------- | ------- | ------- | ------- | ------- | ------- | ------- | ------- | ---------------------------------- |
| Justin Kripps Alexander Kopacz                                        | Dwójki mężczyzn | 49,10   | 2.      | 49,39   | 3.      | 49,09   | 3.      | 49,28   | 3.      | 3:16,86 | złoto   | [ 23 ] [ 24 ]                      |
| Nick Poloniato Jesse Lumsden                                          | Dwójki mężczyzn | 49,48   | 10.     | 49,48   | 7.      | 49,33   | 9.      | 49,45   | 6.      | 3:17,74 | 7.      | [ 23 ] [ 24 ]                      |
| Christopher Spring Lascelles Oneil Brown                              | Dwójki mężczyzn | 49,38   | 8.      | 49,58   | 13.     | 49,56   | 13.     | 49,72   | 15.     | 3:18,24 | 10.     | [ 23 ] [ 24 ]                      |
| Justin Kripps Jesse Lumsden Alexander Kopacz Oluseyi Smith            | Czwórki         | 48,85   | 5.      | 49,28   | 9.      | 48,95   | 6.      | 49,61   | 8.      | 3:16,69 | 6.      | [ 25 ] [ 26 ] [ 27 ] [ 28 ] [ 29 ] |
| Nick Poloniato Cameron Stones Joshua Kirkpatrick Ben Coakwell         | Czwórki         | 49,40   | 17.     | 49,23   | 6.      | 49,51   | 14.     | 49,67   | 11.     | 3:17,81 | 12.     | [ 25 ] [ 26 ] [ 27 ] [ 28 ] [ 29 ] |
| Christopher Spring Lascelles Oneil Brown Bryan Barnett Neville Wright | Czwórki         | 49,06   | 9.      | 49,54   | 17.     | 49,46   | 12.     | 49,86   | 19.     | 3:17,96 | 16.     | [ 25 ] [ 26 ] [ 27 ] [ 28 ] [ 29 ] |
| Kaillie Humphries Phylicia George                                     | Dwójki kobiet   | 50,72   | 5.      | 50,88   | 3.      | 50,52   | 3.      | 50,77   | 4.      | 3:22,89 | brąz    | [ 30 ]                             |
| Alysia Rissling Heather Moyse                                         | Dwójki kobiet   | 50,81   | 7.      | 50,95   | 6.      | 50,83   | 7.      | 51,04   | 6.      | 3:23,63 | 6.      | [ 30 ]                             |
| Christine de Bruin Melissa Lotholz                                    | Dwójki kobiet   | 50,94   | 9.      | 50,91   | 4.      | 50,75   | 6.      | 51,29   | 12.     | 3:23,89 | 7.      | [ 30 ]                             |

### Curling
| Drużyna                                                             | Konkurencja            | Faza grupowa           | Faza grupowa            | Faza grupowa     | Faza grupowa             | Faza grupowa      | Faza grupowa          | Faza grupowa            | Faza grupowa          | Faza grupowa          | Faza grupowa | Tie-breaker      | Półfinały               | Finał/3.miejsce   | Pozycja | Źródło |
| Drużyna                                                             | Konkurencja            | Przeciwnik Wynik       | Przeciwnik Wynik        | Przeciwnik Wynik | Przeciwnik Wynik         | Przeciwnik Wynik  | Przeciwnik Wynik      | Przeciwnik Wynik        | Przeciwnik Wynik      | Przeciwnik Wynik      | Pozycja      | Przeciwnik Wynik | Przeciwnik Wynik        | Przeciwnik Wynik  | Pozycja | Źródło |
| ------------------------------------------------------------------- | ---------------------- | ---------------------- | ----------------------- | ---------------- | ------------------------ | ----------------- | --------------------- | ----------------------- | --------------------- | --------------------- | ------------ | ---------------- | ----------------------- | ----------------- | ------- | ------ |
| Rachel Homan Emma Miskew Joanne Courtney Lisa Weagle Cheryl Bernard | Turniej kobiet         | Korea Południowa · 6:8 | Szwecja · 6:7           | Dania · 8:9      | Stany Zjednoczone · 11:3 | Szwajcaria · 10:8 | Japonia · 8:3         | Chiny · 5:7             | Wielka Brytania · 5:6 | Sportowcy z Rosji 9:8 | 6.           | NQ               | NQ                      | NQ                | 6.      | [ 31 ] |
| Kevin Koe Marc Kennedy Brent Laing Ben Hebert Scott Pfeifer         | turniej mężczyzn       | Włochy · 5:3           | Wielka Brytania · 6:4   | Norwegia · 7:4   | Korea Południowa · 7:6   | Szwecja · 5:2     | Szwajcaria · 6:8      | Stany Zjednoczone · 7:9 | Japonia · 8:4         | Dania · 8:3           | 3.           | N/A              | Stany Zjednoczone · 3:5 | Szwajcaria · 5:7  | 4.      | [ 31 ] |
| Kaitlyn Lawes John Morris                                           | turniej par mieszanych | Norwegia · 6:9         | Stany Zjednoczone · 6:4 | Chiny · 10:4     | Finlandia · 8:2          | Szwajcaria · 7:2  | Sportowcy z Rosji 8:2 | Korea Południowa · 7:3  | N/A                   | N/A                   | 1.           | N/A              | Norwegia · 8:4          | Szwajcaria · 10:3 | złoto   | [ 31 ] |

### Hokej na lodzie
Turniej mężczyzn
Reprezentacja mężczyzn
| - Justin Peters - Kevin Poulin - Ben Scrivens - Stefan Elliott - Chay Genoway - Cody Goloubef - Marc-André Gragnani - Chris Lee - Maxim Noreau - Mat Robinson - Karl Stollery - René Bourque |  | - Gilbert Brulé - Andrew Ebbett - Chris Kelly - Rob Klinkhammer - Brandon Kozun - Maxim Lapierre - Eric O’Dell - Derek Roy - Mason Raymond - Christian Thomas - Linden Vey - Wojtek Wolski |

| Drużyna | Konkurencja | Faza grupowa     | Faza grupowa     | Faza grupowa         | Faza grupowa | Runda kwalifikacyjna | Ćwierćfinały     | Półfinały        | Finał            | Pozycja | Źródło |
| Drużyna | Konkurencja | Przeciwnik Wynik | Przeciwnik Wynik | Przeciwnik Wynik     | Pozycja      | Przeciwnik Wynik     | Przeciwnik Wynik | Przeciwnik Wynik | Przeciwnik Wynik | Pozycja | Źródło |
| ------- | ----------- | ---------------- | ---------------- | -------------------- | ------------ | -------------------- | ---------------- | ---------------- | ---------------- | ------- | ------ |
| Kanada  | mężczyźni   | Szwajcaria 5:1   | Czechy 2:3       | Korea Południowa 4:0 | 2.           | N/A                  | Finlandia 1:0    | Niemcy 3:4       | Czechy 4:6       | brąz    | [ 32 ] |

Turniej kobiet
Reprezentacja kobiet
| - Ann-Renée Desbiens - Geneviève Lacasse - Shannon Szabados - Jocelyne Larocque - Brigette Lacquette - Lauriane Rougeau - Laura Fortino - Meaghan Mikkelson - Renata Fast - Meghan Agosta - Rebecca Johnston |  | - Laura Stacey - Jenn Wakefield - Jillian Saulnier - Mélodie Daoust - Brianne Jenner - Sarah Nurse - Haley Irwin - Natalie Spooner - Emily Clark - Marie-Philip Poulin - Blayre Turnbull |

| Drużyna | Konkurencja | Faza grupowa              | Faza grupowa     | Faza grupowa          | Faza grupowa | Ćwierćfinały     | Półfinały                 | Finał                 | Pozycja | Źródło |
| Drużyna | Konkurencja | Przeciwnik Wynik          | Przeciwnik Wynik | Przeciwnik Wynik      | Pozycja      | Przeciwnik Wynik | Przeciwnik Wynik          | Przeciwnik Wynik      | Pozycja | Źródło |
| ------- | ----------- | ------------------------- | ---------------- | --------------------- | ------------ | ---------------- | ------------------------- | --------------------- | ------- | ------ |
| Kanada  | kobiety     | Olimpijczycy rosyjscy 5:0 | Finlandia 4:1    | Stany Zjednoczone 1:2 | 1.           | N/A              | Olimpijczycy rosyjscy 5:0 | Stany Zjednoczone 2:3 | srebro  | [ 32 ] |

### Łyżwiarstwo figurowe
| Zawodnik                              | Konkurencja   | Program krótki | Program krótki | Program dowolny | Program dowolny | Łączna nota | Pozycja | Źródło               |
| Zawodnik                              | Konkurencja   | Nota           | Pozycja        | Nota            | Pozycja         | Łączna nota | Pozycja | Źródło               |
| ------------------------------------- | ------------- | -------------- | -------------- | --------------- | --------------- | ----------- | ------- | -------------------- |
| Kaetlyn Osmond                        | solistki      | 78,87          | 3.             | 152,15          | 3.              | 231,02      | brąz    | [ 33 ]               |
| Gabrielle Daleman                     | solistki      | 68,90          | 7.             | 103,56          | 19.             | 172,46      | 15.     | [ 33 ]               |
| Larkyn Austman                        | solistki      | 51,42          | 25.            | NQ              | NQ              | 51,42       | 25.     | [ 33 ]               |
| Patrick Chan                          | soliści       | 90,01          | 6.             | 173,42          | 8.              | 263,43      | 9.      | [ 34 ] [ 35 ] [ 36 ] |
| Keegan Messing                        | soliści       | 85,11          | 10.            | 170,32          | 12.             | 255,43      | 12.     | [ 34 ] [ 35 ] [ 36 ] |
| Meagan Duhamel Eric Radford           | pary sportowe | 76,82          | 3.             | 153,33          | 2.              | 230,15      | brąz    | [ 37 ] [ 38 ] [ 39 ] |
| Julianne Séguin Charlie Bilodeau      | pary sportowe | 67,52          | 12.            | 136,50          | 8.              | 204,02      | 9.      | [ 37 ] [ 38 ] [ 39 ] |
| Kirsten Moore-Towers Michael Marinaro | pary sportowe | 65,68          | 13.            | 132,43          | 9.              | 198,11      | 11.     | [ 37 ] [ 38 ] [ 39 ] |
| Tessa Virtue Scott Moir               | Pary taneczne | 83,67          | 1.             | 122,40          | 2.              | 206,07      | złoto   | [ 40 ] [ 41 ] [ 42 ] |
| Kaitlyn Weaver Andrew Poje            | Pary taneczne | 74,33          | 8.             | 107,65          | 7.              | 181,98      | 7.      | [ 40 ] [ 41 ] [ 42 ] |
| Piper Gilles Paul Poirier             | Pary taneczne | 69,60          | 9.             | 107,31          | 8.              | 176,91      | 8.      | [ 40 ] [ 41 ] [ 42 ] |

Drużynowo
| Konkurencja      | Zawodnik                                                                                              | Soliści       | Soliści         | Solistki      | Solistki       | Pary sportowe | Pary sportowe   | Pary taneczne  | Pary taneczne   | Wynik  | Wynik   | Źródło                                                         |
| Konkurencja      | Zawodnik                                                                                              | SP            | FS              | SP            | FS             | SP            | FS              | SD             | FD              | Punkty | Miejsce |                                                                |
| ---------------- | --- | ------------- | --------------- | ------------- | -------------- | ------------- | --------------- | -------------- | --------------- | ------ | ------- | -------------------------------------------------------------- |
| Zawody drużynowe | Patrick Chan Kaetlyn Osmond Gabrielle Daleman Meagan Duhamel / Eric Radford Tessa Virtue / Scott Moir | 81,66 (8 pkt) | 179,75 (10 pkt) | 71,33 (8 pkt) | 137,14 (8 pkt) | 76,57 (9 pkt) | 148,51 (10 pkt) | 80,51 (10 pkt) | 118,10 (10 pkt) | 73     | złoto   | [ 43 ] [ 44 ] [ 45 ] [ 46 ] [ 47 ] [ 48 ] [ 49 ] [ 50 ] [ 51 ] |

### Łyżwiarstwo szybkie
| Zawodnik              | Konkurencja       | Czas     | Miejsce | Źródło |
| --------------------- | ----------------- | -------- | ------- | ------ |
| Alex Boisvert-Lacroix | 500 m mężczyzn    | 34,934   | 11.     | [ 52 ] |
| Gilmore Junio         | 500 m mężczyzn    | 35,158   | 17.     | [ 52 ] |
| Laurent Dubreuil      | 500 m mężczyzn    | 35,16    | 18.     | [ 52 ] |
| Alexandre St-Jean     | 1000 m mężczyzn   | 1:09,24  | 11.     | [ 53 ] |
| Vincent De Haître     | 1000 m mężczyzn   | 1:09,79  | 19.     | [ 53 ] |
| Laurent Dubreuil      | 1000 m mężczyzn   | 1:10,03  | 25.     | [ 53 ] |
| Denny Morrison        | 1500 m mężczyzn   | 1:46,36  | 13.     | [ 54 ] |
| Vincent De Haître     | 1500 m mężczyzn   | 1:47,32  | 21.     | [ 54 ] |
| Benjamin Donnelly     | 1500 m mężczyzn   | 1:49,68  | 31.     | [ 54 ] |
| Ted-Jan Bloemen       | 5000 m mężczyzn   | 6:11,616 | srebro  | [ 55 ] |
| Ted-Jan Bloemen       | 10 000 m mężczyzn | 12:39,77 | złoto   | [ 56 ] |
| Marsha Hudey          | 500 m kobiet      | 37,88    | 10.     | [ 57 ] |
| Heather McLean        | 500 m kobiet      | 38,29    | 14.     | [ 57 ] |
| Kaylin Irvine         | 1000 m kobiet     | 1:16,90  | 23.     | [ 58 ] |
| Heather McLean        | 1000 m kobiet     | 1:17,25  | 25.     | [ 58 ] |
| Brianne Tutt          | 1500 m kobiet     | 1:58,77  | 15.     | [ 59 ] |
| Kali Christ           | 1500 m kobiet     | 1:59,42  | 19.     | [ 59 ] |
| Josie Morrison        | 1500 m kobiet     | 1:59,77  | 21.     | [ 59 ] |
| Ivanie Blondin        | 3000 m kobiet     | 4:04,14  | 6.      | [ 60 ] |
| Isabelle Weidemann    | 3000 m kobiet     | 4:04,26  | 7.      | [ 60 ] |
| Brianne Tutt          | 3000 m kobiet     | 4:13,70  | 20.     | [ 60 ] |
| Ivanie Blondin        | 5000 m kobiet     | 6:59,38  | 5.      | [ 61 ] |
| Isabelle Weidemann    | 5000 m kobiet     | 6:59,88  | 6.      | [ 61 ] |

| Zawodnik                                         | Konkurencja             | Ćwierćfinał | Ćwierćfinał | Półfinał   | Półfinał | Finał             | Finał   | Pozycja | Źródło |
| Zawodnik                                         | Konkurencja             | Przeciwnik  | Czas        | Przeciwnik | Czas     | Przeciwnik        | Czas    | Pozycja | Źródło |
| ------------------------------------------------ | ----------------------- | ----------- | ----------- | ---------- | -------- | ----------------- | ------- | ------- | ------ |
| Jordan Belchos Ted-Jan Bloemen Denny Morrison    | bieg drużynowy mężczyzn | Japonia     | 3:41,73     | NQ         | NQ       | Stany Zjednoczone | 3:42,16 | 7.      | [ 63 ] |
| Ivanie Blondin Josie Morrison Isabelle Weidemann | bieg drużynowy kobiet   | Niemcy      | 2:59,02     | Japonia    | 3:01,84  | Stany Zjednoczone | 2:59,72 | 4.      | [ 63 ] |
| Olivier Jean                                     | bieg masowy mężczyzn    | N/A         | N/A         | -          | 8:42,31  | -                 | 7:49,30 | 14.     | [ 63 ] |
| Keri Morrison                                    | bieg masowy kobiet      | N/A         | N/A         | -          | 8:54,25  | -                 | 8:41,38 | 12.     | [ 63 ] |
| Ivanie Blondin                                   | bieg masowy kobiet      | N/A         | N/A         | -          | 8:53,43  | NQ                | NQ      | NQ      | [ 63 ] |

### Narciarstwo alpejskie
| Zawodnik               | Konkurencja         | 1 przejazd | 1 przejazd | 2 przejazd | 2 przejazd | Łącznie | Łącznie | Źródło |
| Zawodnik               | Konkurencja         | Czas       | Pozycja    | Czas       | Pozycja    | Czas    | Pozycja | Źródło |
| ---------------------- | ------------------- | ---------- | ---------- | ---------- | ---------- | ------- | ------- | ------ |
| Manuel Osborne-Paradis | zjazd (m)           | N/A        | N/A        | N/A        | N/A        | 1:41,89 | 14.     | [ 65 ] |
| Benjamin Thomsen       | zjazd (m)           | N/A        | N/A        | N/A        | N/A        | 1:43,19 | 28.     | [ 65 ] |
| Dustin Cook            | zjazd (m)           | N/A        | N/A        | N/A        | N/A        | 1:43,80 | 32.     | [ 65 ] |
| Broderick Thompson     | zjazd (m)           | N/A        | N/A        | N/A        | N/A        | 1:44,37 | .       | [ 65 ] |
| Dustin Cook            | supergigant (m)     | N/A        | N/A        | N/A        | N/A        | 1:25,23 | 9.      | [ 66 ] |
| Manuel Osborne-Paradis | supergigant (m)     | N/A        | N/A        | N/A        | N/A        | 1:26,39 | 22.     | [ 66 ] |
| Broderick Thompson     | supergigant (m)     | N/A        | N/A        | N/A        | N/A        | 1:26,45 | 23.     | [ 66 ] |
| James Crawford         | supergigant (m)     | N/A        | N/A        | N/A        | N/A        | DNF     | DNF     | [ 66 ] |
| Erik Read              | slalom gigant (m)   | 1:10,18    | 16.        | 1:10,38    | 15.        | 2:20,74 | 11.     | [ 67 ] |
| Phil Brown             | slalom gigant (m)   | 1:11,30    | 25.        | 1:10,38    | 9.         | 2:21,51 | 18.     | [ 67 ] |
| Trevor Philp           | slalom gigant (m)   | 1:11,13    | 24.        | 1:11,25    | 23.        | 2:22,55 | 27.     | [ 67 ] |
| James Crawford         | slalom gigant (m)   | 1:11,74    | 31.        | 1:12,38    | 30.        | 2:24,12 | 29.     | [ 67 ] |
| Phil Brown             | slalom (m)          | 50,22      | 26.        | 51,72      | 21.        | 1:41,94 | 22.     | [ 68 ] |
| Erik Read              | slalom (m)          | 49,81      | 23.        | 58,74      | 34.        | 1:48,55 | 29.     | [ 68 ] |
| Trevor Philp           | slalom (m)          | 49,95      | 25.        | DNF        | DNF        | DNF     | DNF     | [ 68 ] |
| James Crawford         | superkombinacja (m) | 1:21,97    | 37.        | 48,80      | 17.        | 2:10,77 | 20.     | [ 69 ] |
| Broderick Thompson     | superkombinacja (m) | 1:21,75    | 33.        | 49,63      | 23.        | 2:11,38 | 23.     | [ 69 ] |
| Benjamin Thomsen       | superkombinacja (m) | 1:21,36    | 26.        | DNS        | DNS        | DNS     | DNS     | [ 69 ] |
| Manuel Osborne-Paradis | superkombinacja (m) | DNF        | DNF        | DNF        | DNF        | DNF     | DNF     | [ 69 ] |
| Valérie Grenier        | zjazd (k)           | N/A        | N/A        | N/A        | N/A        | 1:42,13 | 21.     | [ 70 ] |
| Roni Remme             | zjazd (k)           | N/A        | N/A        | N/A        | N/A        | 1:42,80 | 23.     | [ 70 ] |
| Candace Crawford       | zjazd (k)           | N/A        | N/A        | N/A        | N/A        | DNF     | DNF     | [ 70 ] |
| Valérie Grenier        | supergigant (k)     | N/A        | N/A        | N/A        | N/A        | 1:22,77 | 23.     | [ 71 ] |
| Candace Crawford       | supergigant (k)     | N/A        | N/A        | N/A        | N/A        | 1:23,69 | 29.     | [ 71 ] |
| Roni Remme             | supergigant (k)     | N/A        | N/A        | N/A        | N/A        | 1:25,90 | 37.     | [ 71 ] |
| Candace Crawford       | slalom gigant (k)   | 1:14,70    | 30.        | 1:10,48    | 22.        | 2:25,16 | 25.     | [ 72 ] |
| Valérie Grenier        | slalom gigant (k)   | 1:15,74    | 33.        | DNF        | DNF        | DNF     | DNF     | [ 72 ] |
| Erin Mielzynski        | slalom (k)          | 51,83      | 22.        | 49,66      | 3.         | 1:41,49 | 11.     | [ 73 ] |
| Laurence St-Germain    | slalom (k)          | 50,94      | 11.        | 50,86      | 20.        | 1:41,80 | 15.     | [ 73 ] |
| Roni Remme             | slalom (k)          | 52,43      | 29.        | 51,18      | 23.        | 1:43,61 | 27.     | [ 73 ] |
| Valérie Grenier        | superbombinacja (k) | 1:41,79    | 8.         | 41,65      | 8.         | 2:23,44 | 6.      | [ 74 ] |
| Candace Crawford       | superbombinacja (k) | DNF        | DNF        | DNF        | DNF        | DNF     | DNF     | [ 74 ] |
| Roni Remme             | superbombinacja (k) | DNF        | DNF        | DNF        | DNF        | DNF     | DNF     | [ 74 ] |

| Zawodnik                                                                               | Konkurencja | 1/8 finału        | Ćwierćfinał      | Półfinał         | Finał            | Źródło |
| Zawodnik                                                                               | Konkurencja | Przeciwnik Wynik  | Przeciwnik Wynik | Przeciwnik Wynik | Przeciwnik Wynik | Źródło |
| -------------------------------------------------------------------------------------- | ----------- | ----------------- | ---------------- | ---------------- | ---------------- | ------ |
| Candace Crawford Erin Mielzynski Laurence St-Germain Phil Brown Trevor Philp Erik Read | drużynowo   | Francja · p (2:2) | NQ               | NQ               | NQ               | [ 76 ] |

### Narciarstwo dowolne
Jazda po muldach
| Mikaël Kingsbury        | jazda po muldach mężczyzn | 23,87 | 86,07 | 1.  | N/A   | 24,88 | 81,27 | 4.    | 25,10 | 82,19 | 2.    | 24,83 | 86,63 | złoto | [ 77 ] [ 78 ] [ 79 ] |       |        |
| Philippe Marquis        | jazda po muldach mężczyzn | 26,12 | 77,77 | 8.  | N/A   | N/A   | N/A   | DNF   | DNF   | DNF   | DNF   | DNF   | DNF   | DNF   | DNF                  | DNF   |        |
| Marc-Antoine Gagnon     | jazda po muldach mężczyzn | 26,04 | 76,32 | 11. | 25,40 | 76,32 | 5.    | 25,37 | 78,38 | 9.    | 25,53 | 77,40 | 6.    | 25,30 | [ 77 ] [ 78 ] [ 79 ] | 72,02 | 4.     |
| Andi Naude              | jazda po muldach kobiet   | 29,10 | 79,60 | 2.  | N/A   | N/A   | N/A   | 29,06 | 73,99 | 10.   | 28,96 | 78,78 | 1.    | DNF   | [ 80 ] [ 81 ]        |       |        |
| Justine Dufour-Lapointe | jazda po muldach kobiet   | 29,26 | 77,66 | 4.  | N/A   | N/A   | N/A   | 29,70 | 79,50 | 1.    | 29,70 | 77,48 | 4.    | 29,54 | [ 80 ] [ 81 ]        | 78,56 | srebro |
| Audrey Robichaud        | jazda po muldach kobiet   | 32,32 | 72,48 | 10. | N/A   | N/A   | N/A   | 32,00 | 74,27 | 8.    | 32,47 | 74,89 | 9.    | NQ    | NQ                   | NQ    |        |
| Chloé Dufour-Lapointe   | jazda po muldach kobiet   | 30,01 | 69,53 | 13. | 29,45 | 69,53 | 8.    | 30,39 | 70,98 | 17.   | NQ    | NQ    | NQ    | NQ    | NQ                   | NQ    |        |

Skoki akrobatyczne
| Zawodnicy        | Konkurencja                 | Kwalifikacje | Kwalifikacje | Kwalifikacje | Kwalifikacje | Finał  | Finał   | Finał  | Finał   | Finał  | Finał   | Źródło        |
| Zawodnicy        | Konkurencja                 | Skok 1       | Skok 1       | Skok 2       | Skok 2       | Skok 1 | Skok 1  | Skok 2 | Skok 2  | Skok 3 | Skok 3  | Źródło        |
| Zawodnicy        | Konkurencja                 | Punkty       | Miejsce      | Punkty       | Miejsce      | Punkty | Miejsce | Punkty | Miejsce | Punkty | Miejsce | Źródło        |
| ---------------- | --------------------------- | ------------ | ------------ | ------------ | ------------ | ------ | ------- | ------ | ------- | ------ | ------- | ------------- |
| Olivier Rochon   | skoki akrobatyczne mężczyzn | 124,34       | 6.           | N/A          | N/A          | 125,67 | 4.      | 128,05 | 2.      | 98,11  | 5.      | [ 82 ] [ 83 ] |
| Lewis Irving     | skoki akrobatyczne mężczyzn | 87,17        | 21.          | 78,73        | 18.          | NQ     | NQ      | NQ     | NQ      | NQ     | NQ      | [ 82 ] [ 83 ] |
| Catrine Lavallée | skoki akrobatyczne kobiet   | 73,08        | 16.          | 71,34        | 13.          | NQ     | NQ      | NQ     | NQ      | NQ     | NQ      | [ 84 ] [ 85 ] |

Slopestyle
| Zawodnicy              | Konkurencja         | Kwalifikacje | Kwalifikacje | Kwalifikacje | Kwalifikacje | Finał   | Finał   | Finał   | Finał     | Finał   | Źródło        |
| Zawodnicy              | Konkurencja         | Ślizg 1      | Ślizg 2      | Najlepszy    | Miejsce      | Ślizg 1 | Ślizg 2 | Ślizg 3 | Najlepszy | Miejsce | Źródło        |
| ---------------------- | ------------------- | ------------ | ------------ | ------------ | ------------ | ------- | ------- | ------- | --------- | ------- | ------------- |
| Alex Beaulieu-Marchand | slopestyle mężczyzn | 48,20        | 94,20        | 94,20        | 3.           | 81,60   | 92,40   | 82,40   | 92,40     | brąz    | [ 86 ] [ 87 ] |
| Teal Harle             | slopestyle mężczyzn | 88,00        | 91,20        | 91,20        | 6.           | 22,80   | 25,60   | 90,00   | 90,00     | 5.      | [ 86 ] [ 87 ] |
| Evan McEachran         | slopestyle mężczyzn | 74,80        | 87,80        | 87,80        | 11.          | 89,40   | 4,40    | 32,60   | 89,40     | 6.      | [ 86 ] [ 87 ] |
| Alex Bellemare         | slopestyle mężczyzn | 64,20        | 26,20        | 64,20        | 22.          | NQ      | NQ      | NQ      | NQ        | NQ      | [ 86 ] [ 87 ] |
| Yuki Tsubota           | slopestyle kobiet   | 65,40        | 78,20        | 78,20        | 9.           | 74,40   | 26,40   | 40,40   | 74,40     | 6.      | [ 88 ] [ 89 ] |
| Dara Howell            | slopestyle kobiet   | 12,80        | 32,00        | 32,00        | 21.          | NQ      | NQ      | NQ      | NQ        | NQ      | [ 88 ] [ 89 ] |
| Kim Lamarre            | slopestyle kobiet   | 22,80        | 23,60        | 23,60        | 22.          | NQ      | NQ      | NQ      | NQ        | NQ      | [ 88 ] [ 89 ] |

Halfpipe
| Zawodnicy           | Konkurencja       | Kwalifikacje | Kwalifikacje | Kwalifikacje | Kwalifikacje | Finał   | Finał   | Finał   | Finał     | Finał   | Źródło        |
| Zawodnicy           | Konkurencja       | Ślizg 1      | Ślizg 2      | Najlepszy    | Miejsce      | Ślizg 1 | Ślizg 2 | Ślizg 3 | Najlepszy | Miejsce | Źródło        |
| ------------------- | ----------------- | ------------ | ------------ | ------------ | ------------ | ------- | ------- | ------- | --------- | ------- | ------------- |
| Micheal Riddle      | halfpipe mężczyzn | 6,40         | 82,20        | 82,20        | 7.           | 85,40   | 26,00   | 27,40   | 85,40     | 6.      | [ 90 ] [ 91 ] |
| Noah Bowman         | halfpipe mężczyzn | 43,00        | 77,20        | 77,20        | 9.           | 89,40   | 19,20   | 11,20   | 89,40     | 5.      | [ 90 ] [ 91 ] |
| Simon d’Artois      | halfpipe mężczyzn | 66,60        | 40,40        | 66,60        | 13.          | NQ      | NQ      | NQ      | NQ        | NQ      | [ 90 ] [ 91 ] |
| Cassie Sharpe       | halfpipe kobiet   | 93,00        | 93,40        | 93,40        | 1.           | 94,40   | 95,80   | 42,00   | 95,80     | złoto   | [ 92 ] [ 93 ] |
| Rosalind Groenewoud | halfpipe kobiet   | 73,20        | 72,80        | 73,20        | 11.          | 70,60   | 67,80   | 66,60   | 70,60     | 10.     | [ 92 ] [ 93 ] |

Skicross
| Zawodnicy             | Konkurencja       | Rozstawienie | Rozstawienie | 1/8 finału | Ćwierćfinał | Półfinał | Finał   | Finał   | Źródło               |
| Zawodnicy             | Konkurencja       | Czas         | Miejsce      | Pozycja    | Pozycja     | Pozycja  | Pozycja | Miejsce | Źródło               |
| --------------------- | ----------------- | ------------ | ------------ | ---------- | ----------- | -------- | ------- | ------- | -------------------- |
| Kevin Drury           | skicross mężczyzn | 1:09,41      | 3.           | 1.         | 1.          | 1.       | 4.      | 4.      | [ 94 ] [ 95 ] [ 96 ] |
| Brady Leman           | skicross mężczyzn | 1:09,94      | 8.           | 2.         | 1.          | 1.       | 1.      | złoto   | [ 94 ] [ 95 ] [ 96 ] |
| David Duncan          | skicross mężczyzn | 1:10,51      | 26.          | 1.         | 2.          | 4.       | 4.      | 8.      | [ 94 ] [ 95 ] [ 96 ] |
| Christopher Del Bosco | skicross mężczyzn | 1:48,25      | 31.          | DNF        | NQ          | NQ       | NQ      | NQ      | [ 94 ] [ 95 ] [ 96 ] |
| Marielle Thompson     | skicross kobiet   | 1:13,11      | 1.           | 3.         | NQ          | NQ       | NQ      | NQ      | [ 97 ] [ 98 ] [ 99 ] |
| Kelsey Serwa          | skicross kobiet   | 1:13,33      | 2.           | 1.         | 1.          | 2.       | 1.      | złoto   | [ 97 ] [ 98 ] [ 99 ] |
| Brittany Phelan       | skicross kobiet   | 1:13,56      | 3.           | 1.         | 1.          | 1.       | 2.      | srebro  | [ 97 ] [ 98 ] [ 99 ] |
| India Sherret         | skicross kobiet   | 1:15,48      | 11.          | DNF        | NQ          | NQ       | NQ      | NQ      | [ 97 ] [ 98 ] [ 99 ] |

### Saneczkarstwo
Mężczyźni
| Zawodnik                    | Konkurencja | Ślizg 1 | Ślizg 1 | Ślizg 2 | Ślizg 2 | Ślizg 3 | Ślizg 3 | Ślizg 4 | Ślizg 4 | Łącznie  | Pozycja | Źródło  |
| Zawodnik                    | Konkurencja | Czas    | Pozycja | Czas    | Pozycja | Czas    | Pozycja | Czas    | Pozycja | Łącznie  | Pozycja | Źródło  |
| --------------------------- | ----------- | ------- | ------- | ------- | ------- | ------- | ------- | ------- | ------- | -------- | ------- | ------- |
| Samuel Edney                | Jedynki     | 47,862  | 9.      | 47,755  | 4.      | 47,759  | 10.     | 47,645  | 6.      | 3:11,021 | 6.      | [ 100 ] |
| Reid Watts                  | Jedynki     | 47,960  | 12.     | 47,895  | 10.     | 47,787  | 11.     | 47,848  | 11.     | 3:11,490 | 12.     | [ 100 ] |
| Mitchel Malyk               | Jedynki     | 48,075  | 16.     | 48,050  | 18.     | 47,952  | 16.     | 47,869  | 12.     | 3:11,946 | 16.     | [ 100 ] |
| Tristan Walker Justin Snith | Dwójki      | 46,134  | 4.      | 46,2235 | 6.      | N/A     | N/A     | N/A     | N/A     | 1:32,369 | 5.      | [ 101 ] |

Kobiety
| Zawodnik        | Konkurencja | Ślizg 1 | Ślizg 1 | Ślizg 2 | Ślizg 2 | Ślizg 3 | Ślizg 3 | Ślizg 4 | Ślizg 4 | Łącznie  | Pozycja | Źródło  |
| Zawodnik        | Konkurencja | Czas    | Pozycja | Czas    | Pozycja | Czas    | Pozycja | Czas    | Pozycja | Łącznie  | Pozycja | Źródło  |
| --------------- | ----------- | ------- | ------- | ------- | ------- | ------- | ------- | ------- | ------- | -------- | ------- | ------- |
| Alex Gough      | Jedynki     | 46,317  | 2.      | 46,328  | 4.      | 46,425  | 3.      | 46,574  | 3.      | 3:05,644 | brąz    | [ 102 ] |
| Kimberley Mcrae | Jedynki     | 46,339  | 4.      | 46,449  | 8.      | 46,480  | 4.      | 46,610  | 4.      | 3:05,878 | 5.      | [ 102 ] |
| Brooke Apshkrum | Jedynki     | 46,834  | 16.     | 46,839  | 18.     | 46,905  | 14.     | 46,983  | 15.     | 3:07,561 | 13.     | [ 102 ] |

| Zawodnicy                                             | Konkurencja | Czas przejazdu       | Łącznie  | Pozycja | Źródło  |
| ----------------------------------------------------- | ----------- | -------------------- | -------- | ------- | ------- |
| Alex Gough Samuel Edney Tristan Walker / Justin Snith | sztafeta    | 47,099 48,820 48,953 | 2:24,872 | srebro  | [ 103 ] |

### Short track
Mężczyźni
| Zawodnik                                                   | Konkurencja         | Kwalifikacje | Kwalifikacje | Ćwierćfinał | Ćwierćfinał | Półfinał | Półfinał | Finał    | Finał     | Źródło                          |
| Zawodnik                                                   | Konkurencja         | Czas         | Miejsce      | Czas        | Miejsce     | Czas     | Miejsce  | Czas     | Miejsce   | Źródło                          |
| ---------------------------------------------------------- | ------------------- | ------------ | ------------ | ----------- | ----------- | -------- | -------- | -------- | --------- | ------------------------------- |
| Samuel Girard                                              | Bieg na 500 metrów  | 40,493       | 1.           | 40,477      | 1.          | 40,185   | 2.       | 39,987   | 4.        | [ 104 ] [ 105 ] [ 106 ] [ 107 ] |
| Charles Hamelin                                            | Bieg na 500 metrów  | DSQ          | DSQ          | NQ          | NQ          | NQ       | NQ       | NQ       | NQ        | [ 104 ] [ 105 ] [ 106 ] [ 107 ] |
| Charle Cournoyer                                           | Bieg na 1000 metrów | 1:24,051     | 3.           | NQ          | NQ          | NQ       | NQ       | NQ       | NQ        | [ 108 ] [ 109 ] [ 110 ] [ 111 ] |
| Samuel Girard                                              | Bieg na 1000 metrów | 1:23,894     | 1.           | 1:24,289    | 1.          | 1:25,102 | 4.       | 1:24,650 | złoto     | [ 108 ] [ 109 ] [ 110 ] [ 111 ] |
| Charles Hamelin                                            | Bieg na 1000 metrów | 1:23,407     | 1.           | 1:24,015    | 2.          | DSQ      | DSQ      | NQ       | NQ        | [ 108 ] [ 109 ] [ 110 ] [ 111 ] |
| Samuel Girard                                              | Bieg na 1500 metrów | 2:12,923     | 2.           | N/A         | N/A         | ADV      | ADV      | 2:11,176 | 4.        | [ 112 ] [ 113 ] [ 114 ]         |
| Charles Hamelin                                            | Bieg na 1500 metrów | 2:12,130     | 1.           | N/A         | N/A         | 2:11,124 | 2.       | DSQ      | DSQ       | [ 112 ] [ 113 ] [ 114 ]         |
| Pascal Dion                                                | Bieg na 1500 metrów | 2:16,856     | 5.           | N/A         | N/A         | 2:12,640 | 3.       | 2:26,412 | 3.Finał B | [ 112 ] [ 113 ] [ 114 ]         |
| Samuel Girard Charles Hamelin Charle Cournoyer Pascal Dion | sztafeta 5000 m     | N/A          | N/A          | N/A         | N/A         | 6:41,042 | 2.       | 6:32,282 | brąz      | [ 115 ] [ 116 ]                 |

Kobiety
| Zawodniczka                                                     | Konkurencja         | Kwalifikacje | Kwalifikacje | Ćwierćfinał | Ćwierćfinał | Półfinał | Półfinał | Finał    | Finał   | Źródło                          |
| Zawodniczka                                                     | Konkurencja         | Czas         | Miejsce      | Czas        | Miejsce     | Czas     | Miejsce  | Czas     | Miejsce | Źródło                          |
| --------------------------------------------------------------- | ------------------- | ------------ | ------------ | ----------- | ----------- | -------- | -------- | -------- | ------- | ------------------------------- |
| Kim Boutin                                                      | Bieg na 500 metrów  | 43,634       | 1.           | 42,789      | 2.          | 43,234   | 3.       | 43,881   | brąz    | [ 117 ] [ 118 ] [ 119 ] [ 120 ] |
| Jamie Macdonald                                                 | Bieg na 500 metrów  | DSQ          | DSQ          | NQ          | NQ          | NQ       | NQ       | NQ       | NQ      | [ 117 ] [ 118 ] [ 119 ] [ 120 ] |
| Marianne St-Gelais                                              | Bieg na 500 metrów  | 43,437       | 1.           | DSQ         | DSQ         | NQ       | NQ       | NQ       | NQ      | [ 117 ] [ 118 ] [ 119 ] [ 120 ] |
| Valérie Maltais                                                 | Bieg na 1000 metrów | 1:30,773     | 2.           | 1:30,131    | 2.          | DSQ      | DSQ      | NQ       | NQ      | [ 121 ]                         |
| Marianne St-Gelais                                              | Bieg na 1000 metrów | 1:30,512     | 2.           | 1:30,180    | 3.          | NQ       | NQ       | NQ       | NQ      | [ 121 ]                         |
| Kim Boutin                                                      | Bieg na 1000 metrów | 1:32,402     | 1.           | 1:30,013    | 1.          | 1:29,065 | 1.       | 1:29,956 | srebro  | [ 121 ]                         |
| Marianne St-Gelais                                              | Bieg na 1500 metrów | 2:31,274     | 2.           | N/A         | N/A         | DSQ      | DSQ      | NQ       | NQ      | [ 122 ] [ 123 ]                 |
| Kim Boutin                                                      | Bieg na 1500 metrów | 2:21,149     | 2.           | N/A         | N/A         | 2:22,799 | 2.       | 2:25,834 | brąz    | [ 122 ] [ 123 ]                 |
| Valérie Maltais                                                 | Bieg na 1500 metrów | 2:29,877     | 3.           | DSQ         | DSQ         | NQ       | NQ       |          |         | [ 122 ] [ 123 ]                 |
| Marianne St-Gelais Kim Boutin Jamie Macdonald Kasandra Bradette | sztafeta 3000 m     | N/A          | N/A          | N/A         | N/A         | 4:07,627 | 2.       | DSQ      | DSQ     | [ 124 ] [ 125 ] [ 126 ]         |

### Skeleton
| Zawodnik          | Konkurencja | Ślizg 1 | Ślizg 1 | Ślizg 2 | Ślizg 2 | Ślizg 3 | Ślizg 3 | Ślizg 4 | Ślizg 4 | Łącznie | Pozycja | Źródło  |
| Zawodnik          | Konkurencja | Czas    | Pozycja | Czas    | Pozycja | Czas    | Pozycja | Czas    | Pozycja | Łącznie | Pozycja | Źródło  |
| ----------------- | ----------- | ------- | ------- | ------- | ------- | ------- | ------- | ------- | ------- | ------- | ------- | ------- |
| Kevin Boyer       | mężczyźni   | 51,46   | 18.     | 51,24   | 16.     | 51,14   | 14.     | 51,56   | 17.     | 3:25,40 | 17.     | [ 127 ] |
| Dave Greszczyszyn | mężczyźni   | 51,73   | 23.     | 51,31   | 18.     | 51,57   | 21.     | NQ      | NQ      | 2:34,61 | 21.     | [ 127 ] |
| Barrett Martineau | mężczyźni   | 51,94   | 26.     | 51,76   | 24.     | 51,70   | 23.     | NQ      | NQ      | 2:35,44 | 25.     | [ 127 ] |
| Elisabeth Vathje  | kobiety     | 52,45   | 12.     | 52,01   | 1.      | 52,37   | 14.     | 51,82   | 2.      | 3:28,65 | 9.      | [ 128 ] |
| Jane Channell     | kobiety     | 52,42   | 11.     | 52,28   | 8.      | 52,28   | 10.     | 52,09   | 8.      | 3:29,07 | 10.     | [ 128 ] |
| Mirela Rahneva    | kobiety     | 52,48   | 14.     | 52,33   | 11.     | 52,06   | 8.      | 52,65   | 15.     | 3:29,52 | 12.     | [ 128 ] |

### Skoki narciarskie
Mężczyźni
| Konkurencja           | Skoczek                   | Kwalifikacje | Kwalifikacje | Kwalifikacje | Skok 1    | Skok 1 | Skok 2    | Skok 2 | Nota  | Pozycja | Źródło                  |
| Konkurencja           | Skoczek                   | odległość    | Nota         | Miejsce      | odległość | Nota   | odległość | Nota   | Nota  | Pozycja | Źródło                  |
| --------------------- | ------------------------- | ------------ | ------------ | ------------ | --------- | ------ | --------- | ------ | ----- | ------- | ----------------------- |
| Mackenzie Boyd-Clowes | Skocznia normalna         | 98,0         | 114,6        | 23.          | 103,5     | 111,1  | 98,5      | 97,0   | 208,1 | 26.     | [ 129 ] [ 130 ] [ 131 ] |
| Mackenzie Boyd-Clowes | Skocznia duża             | 124,5        | 102,4        | 25.          | 127,5     | 117,4  | 126,0     | 117,9  | 235,3 | 20.     | [ 132 ] [ 133 ] [ 134 ] |
| Taylor Henrich        | skocznia normalna kobiety | N/A          | N/A          | N/A          | 78,0      | 56,5   | NQ        | NQ     | 56,5  | 32.     | [ 135 ]                 |

### Snowboarding
| Zawodnik          | Konkurencja | Kwalifikacje | Kwalifikacje | Kwalifikacje | Kwalifikacje | Finał      | Finał      | Finał      | Finał  | Finał   | Źródło          |
| Zawodnik          | Konkurencja | Przejazd 1   | Przejazd 2   | wynik        | Miejsce      | Przejazd 1 | Przejazd 2 | Przejazd 3 | wynik  | Pozycja | Źródło          |
| ----------------- | ----------- | ------------ | ------------ | ------------ | ------------ | ---------- | ---------- | ---------- | ------ | ------- | --------------- |
| Maxence Parrot    | mężczyźni   | 89,25        | 92,50        | 92,50        | 1.           | 85,00      | JNS        | 32,75      | 117,75 | 9.      | [ 136 ] [ 137 ] |
| Mark McMorris     | mężczyźni   | 89,00        | 95,75        | 95,75        | 3..          | 40,50      | JNS        | 32,00      | 72,50  | 10.     | [ 136 ] [ 137 ] |
| Sebastien Toutant | mężczyźni   | 91,00        | 45,00        | 91,00        | 5.           | 84,75      | 89,50      | JNS        | 174,25 | złoto   | [ 136 ] [ 137 ] |
| Tyler Nicholson   | mężczyźni   | 87,25        | 89,25        | 89,25        | 7.           | NQ         | NQ         | NQ         | NQ     | NQ      | [ 136 ] [ 137 ] |
| Laurie Blouin     | kobiety     | 90,25        | 92,25        | 92,25        | 4.           | JNS        | 39,25      | DNS        | 39,25  | 12.     | [ 138 ]         |
| Spencer O’Brien   | kobiety     | 69,50        | 76,75        | 76,75        | 11.          | 51,25      | JNS        | 62,00      | 113,25 | 9.      | [ 138 ]         |
| Brooke Voigt      | kobiety     | 67,75        | 32,00        | 67,75        | 17.          | NQ         | NQ         | NQ         | NQ     | NQ      | [ 138 ]         |

| Zawodnik          | Konkurencja         | Kwalifikacje | Kwalifikacje | Kwalifikacje | Kwalifikacje | Finał   | Finał   | Finał   | Finał | Finał   | Źródło          |
| Zawodnik          | Konkurencja         | Zjazd 1      | Zjazd 2      | Wynik        | Miejsce      | Zjazd 1 | Zjazd 2 | Zjazd 3 | wynik | Pozycja | Źródło          |
| ----------------- | ------------------- | ------------ | ------------ | ------------ | ------------ | ------- | ------- | ------- | ----- | ------- | --------------- |
| Derek Livingston  | halfpipe mężczyzn   | 71,25        | 32,75        | 71,25        | 17.          | NQ      | NQ      | NQ      | NQ    | NQ      | [ 139 ] [ 140 ] |
| Mercedes Nicoll   | halfpipe kobiet     | 50,00        | 48,00        | 50,00        | 18.          | NQ      | NQ      | NQ      | NQ    | NQ      | [ 141 ] [ 142 ] |
| Elizabeth Hosking | halfpipe kobiet     | 25,25        | 36,75        | 36,75        | 19.          | NQ      | NQ      | NQ      | NQ    | NQ      | [ 141 ] [ 142 ] |
| Calynn Irwin      | halfpipe kobiet     | 23,25        | 16,25        | 23,25        | 23.          | NQ      | NQ      | NQ      | NQ    | NQ      | [ 141 ] [ 142 ] |
| Sebastien Toutant | slopestyle mężczyzn | 78,01        | 45,06        | 78,01        | 3.           | 33,66   | 57,23   | 61,08   | 61,08 | 11.     | [ 143 ] [ 144 ] |
| Maxence Parrot    | slopestyle mężczyzn | 83,45        | 87,36        | 87,36        | 1.           | 45,13   | 49,48   | 86,00   | 86,00 | srebro  | [ 143 ] [ 144 ] |
| Mark McMorris     | slopestyle mężczyzn | 83,70        | 86,83        | 86,83        | 2.           | 75,30   | 85,20   | 60,68   | 85,20 | brąz    | [ 143 ] [ 144 ] |
| Tyler Nicholson   | slopestyle mężczyzn | 17,41        | 79,21        | 79,21        | 5.           | 36,18   | 76,41   | 76,15   | 76,41 | 7.      | [ 143 ] [ 144 ] |
| Laurie Blouin     | slopestyle kobiet   | N/A          | N/A          | N/A          | N/A          | 49,16   | 76,33   | N/A     | 76,33 | srebro  | [ 145 ]         |
| Brooke Voigt      | slopestyle kobiet   | N/A          | N/A          | N/A          | N/A          | 24,36   | 36,61   | N/A     | 36,61 | 21.     | [ 145 ]         |
| Spencer O’Brien   | slopestyle kobiet   | N/A          | N/A          | N/A          | N/A          | 26,43   | 36,45   | N/A     | 36,45 | 22.     | [ 145 ]         |

| Konkurencja          | Zawodnik        | Rozstawienie | Rozstawienie | 1/8 finału | Ćwierćfinał | Półfinał | Finał   | Finał   | Źródło                  |
| Konkurencja          | Zawodnik        | Czas         | Miejsce      | Pozycja    | Pozycja     | Pozycja  | Pozycja | Miejsce | Źródło                  |
| -------------------- | --------------- | ------------ | ------------ | ---------- | ----------- | -------- | ------- | ------- | ----------------------- |
| Kevin Hill           | cross mężczyźni | 1:14,24      | 8.           | 2.         | 4.          | NQ       | NQ      | NQ      | [ 146 ] [ 147 ] [ 148 ] |
| Christopher Robanske | cross mężczyźni | 1:14,35      | 11.          | 2.         | 3.          | 6.       | 6.      | 12.     | [ 146 ] [ 147 ] [ 148 ] |
| Éliot Grondin        | cross mężczyźni | 1:15,93      | 34.          | 5.         | NQ          | NQ       | NQ      | NQ      | [ 146 ] [ 147 ] [ 148 ] |
| Baptiste Brochu      | cross mężczyźni | DNS          | DNS          | DNS        | DNS         | DNS      | DNS     | DNS     | [ 146 ] [ 147 ] [ 148 ] |
| Zoe Bergermann       | cross kobiety   | 1:18,65      | 13.          | N/A        | DNF         | NQ       | NQ      | NQ      | [ 149 ] [ 150 ] [ 151 ] |
| Carle Brenneman      | cross kobiety   | 1:20,89      | 18.          | N/A        | 4.          | NQ       | NQ      | NQ      | [ 149 ] [ 150 ] [ 151 ] |
| Tess Critchlow       | cross kobiety   | 1:21,39      | 20.          | N/A        | 2.          | 4.       | 3.      | 9.      | [ 149 ] [ 150 ] [ 151 ] |
| Meryeta O’Dine       | cross kobiety   | DNS          | DNS          | DNS        | DNS         | DNS      | DNS     | DNS     | [ 149 ] [ 150 ] [ 151 ] |

| Zawodnik           | Konkurencja       | Rozstawienie | Rozstawienie | 1/8 finału      | Ćwierćfinał     | Półfinał        | Finał           | Finał   | Źródło                  |
| Zawodnik           | Konkurencja       | Czas         | Miejsce      | Przeciwnik Czas | Przeciwnik Czas | Przeciwnik Czas | Przeciwnik Czas | Miejsce | Źródło                  |
| ------------------ | ----------------- | ------------ | ------------ | --------------- | --------------- | --------------- | --------------- | ------- | ----------------------- |
| Jasey-Jay Anderson | slalom równoległy | 1:26,76      | 24.          | NQ              | NQ              | NQ              | NQ              | NQ      | [ 152 ] [ 153 ] [ 154 ] |
| Darren Gardner     | slalom równoległy | 1:26,94      | 28.          | NQ              | NQ              | NQ              | NQ              | NQ      | [ 152 ] [ 153 ] [ 154 ] |